# Stade Mbappé Léppé
Het Stade Mbappé Léppé (ook in het verleden Stade Akwa genoemd) is een multifunctioneel stadion in Douala, een stad in Kameroen. Het stadion wordt vooral gebruikt voor voetbalwedstrijden, de voetbalclub Kadji Sports Academy maakt gebruik van dit stadion. In het stadion is plaats voor 5.000 toeschouwers.